# Oliarus elevata
Oliarus elevata är en insektsart som beskrevs av Tsaur 1988. Oliarus elevata ingår i släktet Oliarus och familjen kilstritar. Inga underarter finns listade i Catalogue of Life.